# London-Gleichung
Die London-Gleichungen (benannt nach den Brüdern Fritz und Heinz London) gehen von einem Postulat aus und ersetzen das ohmsche Gesetz in einem Supraleiter. Sie beschreiben damit auch, wie sich das Magnetfeld in einem solchen Stoff verhält. Ein Ergebnis ist etwa, dass das Magnetfeld trotz anderslautender Vorhersagen etwas in den Supraleiter eindringt (Eindringtiefe λL).

## Experimentelle Motivation
Aufgrund des Meißner-Ochsenfeld-Effekts ist ein Supraleiter ein idealer Diamagnet (magnetische Suszeptibilität χ=−1) und sein Inneres sollte magnetfeldfrei sein. Diese Vorhersage lässt sich aber experimentell nicht bestätigen. Es wird beobachtet, dass das Magnetfeld aus dünnen Supraleiterfilmen nicht ganz herausgedrängt wird, der Innenraum also nicht ganz feldfrei ist. Außerdem würde das Eintreten jener Vorhersage die Stetigkeitsbedingung für das Magnetfeld am Rand des Supraleiters verletzen.

## Formulierung
Um dies zu erklären, ersetzt man das klassische ohmsche Gesetz für die elektrische Stromdichte j und das elektrische Feld E
{\displaystyle {\vec {j}}=\sigma {\vec {E}}}
durch die London-Gleichung:
{\displaystyle {\vec {j}}={\frac {n\,q\,\hbar }{m}}{\vec {\nabla }}S-{\frac {n\,q^{2}}{m}}{\vec {A}}}
mit
- {\displaystyle S=S({\vec {r}})} die Phase der makroskopischen Wellenfunktion,
- {\displaystyle {\vec {A}}={\vec {A}}({\vec {r}},t)} das Vektorpotential des Magnetfeldes und
- n die Teilchenzahldichte der Ladungsträger.

(Herleitung der Gleichung siehe separater Abschnitt.)
Es gibt zwei nützliche Umformungen dieser Gleichung, die gelegentlich als 1. und 2. London-Gleichungen bezeichnet werden:
{\displaystyle \partial _{t}{\vec {j}}={\frac {n\,q^{2}}{m}}{\vec {E}}} und
{\displaystyle \operatorname {rot} {\vec {j}}={\vec {\nabla }}\times {\vec {j}}=-{\frac {n\,q^{2}}{m}}{\vec {B}}}.
Die Phase S gibt keinen Beitrag zu diesen beiden Gleichungen – zur ersten Gleichung nicht, weil die Phase nur ortsabhängig und somit zeitlich konstant ist, und zur zweiten Gleichung nicht, weil {\displaystyle {\vec {\nabla }}\times {\vec {\nabla }}S=0} gilt.
Achtung: Obwohl der Phasenanteil keinen Beitrag zu den letzten beiden Formeln liefert, darf er dennoch nicht vernachlässigt werden! Würde der Phasenanteil nicht eingehen, so würde das bedeuten, dass die Stromdichte ohne Magnetfeld Null sein müsste. In der Realität kann der Phasengradient jedoch auch noch einen Beitrag zur Stromdichte leisten, der dann nicht zwangsweise Null sein muss, d. h. die Stromdichte ist nicht Null, obwohl kein Magnetfeld anliegt. Der Ansatz einer makroskopischen Wellenfunktion wird auch für Supraflüssigkeiten gemacht. In diesem Fall ist es tatsächlich die Phase S, die etwa zum Fontäneneffekt oder zu quantisierten Vortices führt.

## Theoretische Erklärung des Meißner-Ochsenfeld-Effektes
| Supraleiter    | Eindringtiefe λL in nm |
| -------------- | ---------------------- |
| Zinn (Sn)      | 34                     |
| Aluminium (Al) | 16                     |
| Blei (Pb)      | 37                     |
| Cadmium (Cd)   | 110                    |
| Niob (Nb)      | 39                     |

Mit Hilfe der Maxwell-Gleichung {\displaystyle \mu _{0}{\vec {j}}=\operatorname {rot} {\vec {B}}} lässt sich die zweite London-Gleichung umschreiben:
{\displaystyle \nabla ^{2}{\vec {B}}={\frac {1}{\lambda _{\text{L}}^{2}}}\cdot {\vec {B}}}
Die Lösung dieser Gleichung beschreibt ein exponentielles Abklingen des Magnetfeldes innerhalb des Supraleiters, wie es im Experiment beobachtet wird (siehe Meißner-Ochsenfeld-Effekt). Für ein homogenes Magnetfeld der Stärke B0 in z-Richtung, das an der Oberfläche des Supraleiters (senkrecht zur x-Achse) anliegt, lautet die Lösung:
{\displaystyle B_{\text{z}}(x)=B_{0}\cdot e^{-x/\lambda _{\text{L}}}}
Das Magnetfeld klingt also im Supraleiter exponentiell ab, und zwar mit der Eindringtiefe λL, für die gilt:
{\displaystyle \lambda _{\text{L}}={\sqrt {\frac {m_{\text{e}}}{\mu _{0}nq^{2}}}}}
Dabei ist {\displaystyle m_{\mathrm {e} }} die Elektronenmasse, q die Ladung, n die Anzahldichte der supraleitenden Ladungsträger und {\displaystyle \mu _{0}} die magnetische Feldkonstante. Man erhält die Abschirmstromdichte:
{\displaystyle j_{\text{y}}(x)={\frac {B_{0}}{\mu _{0}\lambda _{\text{L}}}}e^{-x/\lambda _{\text{L}}}}
In einer dünnen Außenschicht des Supraleiters fließt also ein Abschirmstrom, senkrecht zum Magnetfeld.

## Herleitung der London-Gleichung über die makroskopische Wellenfunktion
Ansatz: Der supraleitende Zustand ist ein quantenmechanischer Zustand, der sich über makroskopische Längenskalen erstreckt. Er kann daher durch eine makroskopische Wellenfunktion beschrieben werden:
{\displaystyle \psi ({\vec {r}})=\psi _{0}\,\exp(i\,S({\vec {r}}))}
Dabei wird davon ausgegangen, dass {\displaystyle \psi } eine konstante, reelle(!) Amplitude {\displaystyle \psi _{0}} hat und nur die Phase S ortsabhängig ist. {\displaystyle |\psi _{0}|^{2}=\psi _{0}^{2}=n\,} entspricht dabei der Teilchenzahldichte der Cooper-Paare. Eine konstante Amplitude impliziert also eine konstante Teilchenzahldichte. Diese Annahme ist sinnvoll, da die Cooper-Paare im Supraleiter alle negativ geladen sind und sich gegenseitig abstoßen. Ein Ungleichgewicht der Teilchenzahldichte würde also ein elektrisches Feld bedeuten, welches sofort ausgeglichen würde.
Der kinetische Impulsoperator in Anwesenheit eines Magnetfeldes ist:
{\displaystyle {\hat {\vec {p}}}=-i\hbar {\vec {\nabla }}-q{\vec {A}}}
Angewandt auf die Wellenfunktion {\displaystyle \psi } ergibt sich:
{\displaystyle m{\vec {v}}\psi ={\hat {\vec {p}}}\psi =\left(\hbar {\vec {\nabla }}S-q{\vec {A}}\right)\psi }
Also:
{\displaystyle {\vec {v}}={\frac {\hbar }{m}}{\vec {\nabla }}S-{\frac {q}{m}}{\vec {A}}}
Mit {\displaystyle {\vec {j}}=qn{\vec {v}}} folgt unmittelbar:
{\displaystyle {\vec {j}}={\frac {n\,q\,\hbar }{m}}{\vec {\nabla }}S-{\frac {n\,q^{2}}{m}}{\vec {A}}}
Dies ist die oben angegebene London-Gleichung.

## Temperaturabhängigkeit der London-Eindringtiefe
Die oben genannte Eindringtiefe {\displaystyle \lambda _{\mathrm {L} }} ist temperaturabhängig, weil sie von der Teilchenzahldichte {\displaystyle n} abhängt. {\displaystyle \lambda _{\mathrm {L} }} divergiert bei der kritischen Temperatur {\displaystyle T_{C}}. Der Zusammenhang der Eindringtiefe mit der Temperatur kann in guter Näherung mit einer empirischen Formel aus dem Gorter-Casimir-Modell beschrieben werden (nach Cornelis Jacobus Gorter):
{\displaystyle \lambda _{\mathrm {L} }(T)={\frac {\lambda _{\mathrm {L} }(0)}{\sqrt {1-\left({\frac {T}{T_{C}}}\right)^{4}}}}}